# Novo Airão
Novo Airão est une municipalité brésilienne de l'État d'Amazonas .